# Christian August Bohlsmann
Christian August Bohlsmann (ca. 1740–1794) var en dansk bygmester i rokokotiden, der har tegnet Sandbjerg Gods.
Bohlsmann var søn af tømrermester i Gråsten Peter Bohlsmann og NN og blev selv uddannet tømrer og murer. Fra 1764 var han bygmester i Augustenborg, hvor han medvirkede ved opførelsen af Augustenborg Slot og Gråsten Slot, og senere i Sønderborg. Sandbjerg Slot fra 1788 vidner om en sen brug af den Eigtvedske ørelisen-stil, som Bohlsmann utvivlsomt er blevet fortrolig med gennem kgl. landbygmester Johann Gottfried Rosenberg, der tilskrives æren for slottene i Augustenborg og Gråsten.
Bohlsmann tillægges et antal bygninger netop på grund af dette træk, ofte anvendt på gavlkvisthuse, hvor midterpartiet træder frem med lisener i stor orden og elegante dørpartier, der stilistisk følger udviklingen fra rokoko til klassicisme.

## Værker
- Deltog antagelig i arbejdet på Gråsten Slot under Johann Gottfried Rosenberg (1750'ernes slutning, fredet)
- Præstegård i Hørup på Als (1765-69)
- Medvirkede ved opførelsen af Augustenborg Slot (1770-76, fredet 1921)
- Vertemine, avlsgård under Augustenborg Slot (1772, nedrevet 1989)
- Hovedbygning, Sandbjerg Gods, nu ejet af Aarhus Universitet (1787-88, fredet 1945)

### Tilskrivninger
I Augustenborg:
- Storegade 13, (ca. 1770-75, dog måske kollegaen Lorentz Jacobsen, fredet 1950)
- Hofrådens Hus, Storegade 11 (ca. 1775-80, facaden ændret, fredet 1950)
- Storegade 15 (ca. 1775-80, fredet 1950)
- Den gamle Skole, Storegade 20 (1780, fredet 1955)
- Storegade 19 (1788, fredet 1950)

Andre steder:
- Slotsgade 15, Sønderborg (i perioden 1780-1790)
- Lille Rådhusgade 37, Sønderborg (i perioden 1780-90)
- Skolegade 9, Gråsten (1783, tidligere skole)
- Forpagterbolig, Sandbjerg Gods (1783, fredet 1945)
- Løjertoft 32, Nordborg (1784, senere forhøjet)
- Tidligere kro, Gammelgård, Als (1785, senere ombygget)
- Tidligere bispegård, Ketting, Als (ca. 1790, ombygget 1820)
- Bommerlund, Guderup, Als (1790)
- Østerholm, Guderup, Als (1792)